# Histoire du Liechtenstein
 (mars 2020).
Si vous disposez d'ouvrages ou d'articles de référence ou si vous connaissez des sites web de qualité traitant du thème abordé ici, merci de compléter l'article en donnant les références utiles à sa vérifiabilité et en les liant à la section « Notes et références ».

Armoiries des princes de Liechtenstein

Le territoire actuel du Liechtenstein a constitué autrefois une petite partie de la province romaine de Rhétie. Avant l’avènement de la dynastie actuelle, la région est inféodée à une branche de la famille des Habsbourg.
Si l’histoire du Liechtenstein en tant que principauté commence en 1719, lorsque l’empereur Charles VI unifie la seigneurie de Schellenberg et le comté de Vaduz, l’histoire du pays remonte à des temps beaucoup plus anciens.

## Préhistoire
Les fouilles archéologiques font remonter le peuplement du Liechtenstein au moins à partir du Ve millénaire av. J.-C.. Le pays est situé à la croisée des chemins entre la route alpine nord-sud et la route est-ouest des migrations. Les collines de la vallée du Rhin, la colline sur laquelle trône le château de Balzers au Sud et l’Eschnerberg au Nord semblent avoir été peuplées depuis le paléolithique supérieur. Seules les régions en altitude sont occupées, le Rhin représentant une menace permanente par ses fréquentes crues dans les plaines. Certains noms de lieux permettent de penser que les Rhètes ont colonisé le territoire actuel du Liechtenstein, un territoire qui subit aussi vraisemblablement une influence celtique venue de l'ouest.

## Période romaine
La Rhétie est conquise par les Romains, et déclarée province romaine en 15 av. J.-C. Une voie romaine traverse la région du nord au sud, traversant les Alpes par la passe de Splügen et suivant le bord des plaines inondables situées le long de la rive droite du Rhin – plaines restées longtemps inhabitées à cause des inondations fréquentes. Des villas romaines  mises au jour à Schaanwald et Nendeln et un fort érigé par les Romains au IVe siècle pour se protéger contre les attaques des Alamans témoignent de la densité de la colonisation.

## Moyen Âge
Avec la chute de l'Empire romain et l'arrivée des Alamans les cultures latines et germaniques cohabitent pendant des siècles.
La région est incorporée à l'Empire carolingien et devient un comté franc en 806. Au Xe siècle, la Rhétie est dirigée par les comtes de Brégence, dont la lignée s'éteint en 1152. L'ancienne Rhétie est ensuite divisée en différents comtés au fil des générations.
Lorsque le duché de Souabe perd son duc en 1268, tous les vassaux de ce duché deviennent des vassaux directs du trône impérial.
Le comté de Vaduz est formé en 1342 en tant que petite subdivision du comté de Werdenberg de la dynastie de Montfort de Vorarlberg. À partir de 1416, le territoire est dirigé par les barons de Brandis. Ceux-ci fixent définitivement les frontières du Liechtenstein en acquérant la partie septentrionale de la seigneurie de Schellenberg : ainsi les frontières du Liechtenstein sont restées identiques depuis 1434. 

En 1510, le dernier baron de Brandis vend les domaines de Vaduz et de Schellenberg aux comtes de Sulz. Établis à Klettgau, ils dirigent ces domaines de l'extérieur. Catholiques romains, ils se font fort de préserver la fidélité à Rome dans le comté pendant la Réforme.
Le XVe siècle est témoin de trois guerres, mais la période noire intervient au XVIIe siècle, avec des épidémies, des retombées de la guerre de Trente Ans – même si le Liechtenstein n'est pas impliqué directement –, et, de surcroît, à cause d'une chasse aux sorcières durant laquelle plus de cent personnes furent persécutées et exécutées.
En 1613, les comtes de Sulz vendent les comtés de Vaduz et de Schellenberg aux comtes de Hohenems soucieux de créer un État tampon entre la Suisse et l'Autriche. Depuis 1608, les dirigeants du Liechtenstein sont élevés au rang de princes, mais ce titre ne suffit pas à permettre leur entrée au Conseil des Princes.

## Dynastie des Liechtenstein

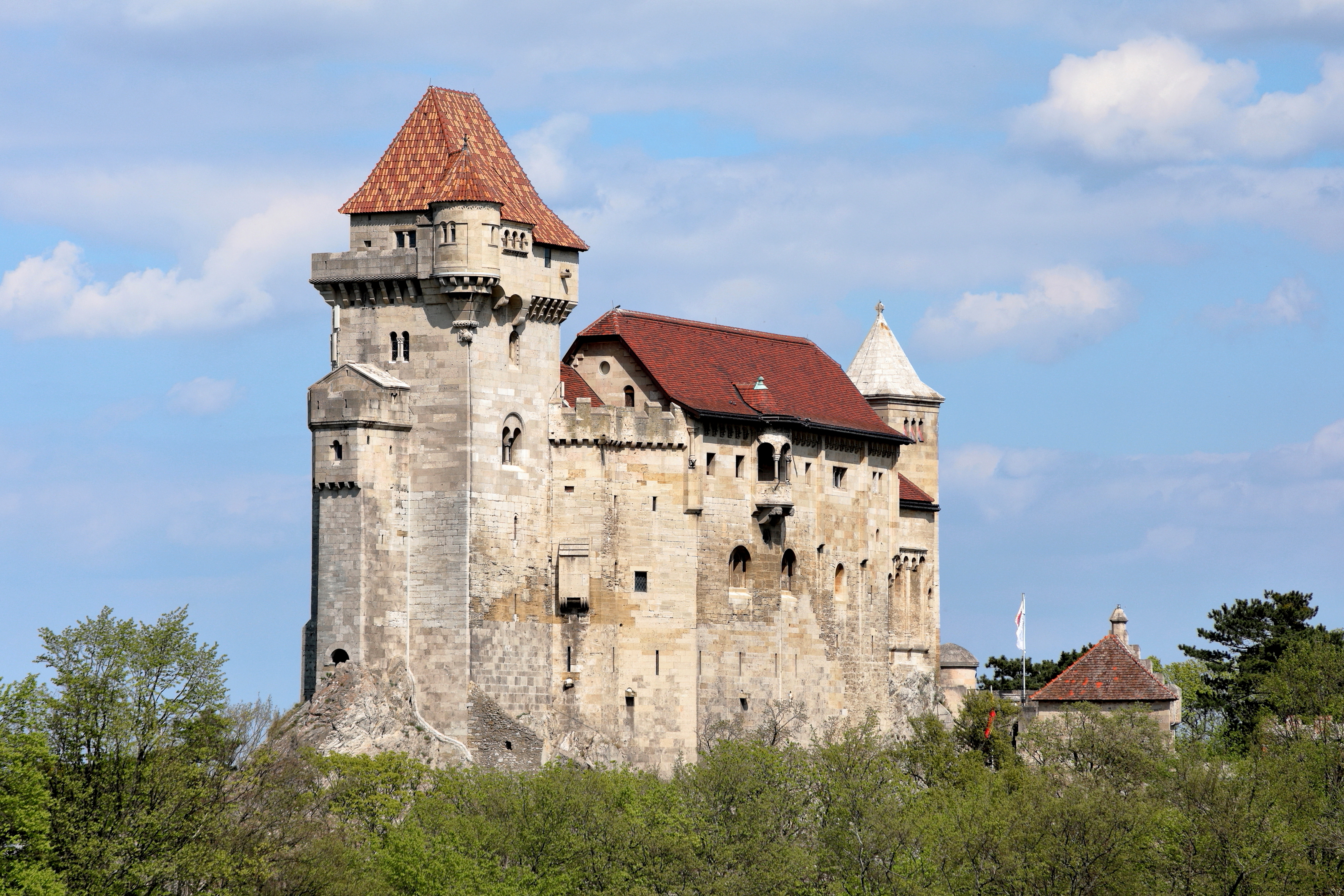
Château Liechtenstein, qui donna son nom à la dynastie des Liechtenstein

La dynastie Liechtenstein possède alors de vastes étendues de terres, principalement en Moravie, en Basse-Autriche et en Styrie. Cependant ces grands et riches territoires sont des fiefs dépendant de l'autorité d'autres seigneurs, notamment de diverses branches des Habsbourg, dont les Liechtenstein sont de proches conseillers, et aucun ne bénéficie de l'immédiateté impériale (c'est-à-dire sans autre seigneur que l'Empereur). C'est pourquoi la dynastie Liechtenstein ne peut pas obtenir un siège à la diète d'Empire, au Reichstag, ni jouir du prestige et de l'influence que cela engendrait. Afin d'avoir une chance d'accéder au Conseil des Princes, leur attention se porte sur les domaines de Vaduz et de Schellenberg. Le prince Johann Adam Ier de Liechtenstein achète le domaine de Schellenberg en 1699 et le comté de Vaduz en 1712. En acquérant ce petit territoire composé de villages de montagnes, directement subordonné au Saint-Empire depuis qu'il n'y a plus de duc de Souabe, le prince de Liechtenstein arrive à ses fins.
Le territoire prend alors le nom de la famille dirigeant le pays. C'est donc la dynastie Liechtenstein qui donne son nom à la principauté, et non l'inverse. Ce nom tiré du château Liechtenstein en Basse-Autriche qu'elle possède de 1140 environ jusqu'au XIIIe siècle et de 1807 à nos jours. Le 23 janvier 1719, l’Empereur Charles VI du Saint-Empire décrète que les comtés de Vaduz et de Schellenberg sont promus au rang de principauté impériale du Liechtenstein.
Le Liechtenstein rejoint en 1806 la confédération du Rhin créée par Napoléon à la suite de la dissolution du Saint-Empire romain germanique. Alors que presque tous les petits États allemands disparaissaient, le Liechtenstein réussit à intégrer cette confédération du Rhin en restant indépendant. Pendant cette période, les Français occupent le pays quelques années, puis le Liechtenstein recouvre son indépendance en 1815, au sein de la Confédération germanique.
Au XIXe siècle, le Liechtenstein connait une situation délicate. Isolé économiquement, ses échanges commerciaux stagnant, la principauté devient de plus en plus un État rural sous-développé, sous le poids de lourdes taxes féodales. Les idées de la révolution de 1848 y trouvent un écho favorable. La population, par des pétitions, appelle le prince à lui accorder une nouvelle constitution, des élections libres, et l'abolition des taxes féodales.
Un accord douanier avec l'Autriche est conclu en 1852. Cette union rattache le Liechtenstein au système monétaire autrichien et jette également les bases de l'évolution économique de la seconde moitié du XIXe siècle. Les manufactures se développent, les premières usines voient le jour et la première banque, la Spar und Leihkasse, est fondée en 1861. Le Liechtenstein est relié au réseau ferré international en 1872, lorsque les chemins de fer autrichiens inaugurent la ligne Feldkirch–Buchs.
En 1862, une nouvelle constitution instaure une diète représentant le peuple. En 1868, après la dissolution de la Confédération germanique, le Liechtenstein dissout son armée composée de 80 hommes, et déclare sa neutralité permanente, une neutralité respectée lors des deux guerres mondiales.

## Le Liechtenstein pendant les Guerres mondiales

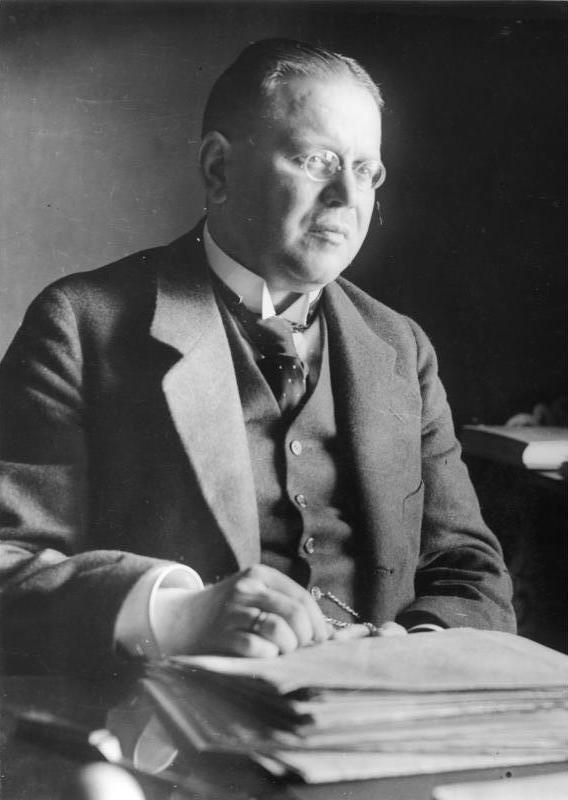
Matthias Erzberger, l'homme qui voulait céder le Liechtenstein au pape

Au début de l'année 1916, lors du conflit de la Première Guerre mondiale, le journaliste allemand Matthias Erzberger évoque le fait d'accorder une pleine souveraineté au pape (qui a perdu les États pontificaux lors de la prise de Rome en 1870) en faisant le don d'une principauté à l'Église catholique.
En effet, durant les années précédentes, Le Liechtenstein avait déjà été évoqué dans les propositions élaborées au Vatican, en Autriche et en Allemagne et le 27 mars 1916, Matthias Erzberger remet à Helmut von Gerlach une missive à l'attention du pape Benoit XV pour qu'il accepte un projet de cession du Liechtenstein. Des tractations sont discrètement menées entre les autorités pontificales, l'empire d'Autriche Hongrie et la famille princière du Liechtenstein. Le prince régnant semblait en accord avec la proposition mais son successeur le futur prince François ne veut pas perdre sa souveraineté.
Malgré l'idée d'un agrandissement du territoire qui permettrait d'accréditer l'idée d'un partage, Benoît XV finit par abandonner le projet car il pourrait « résulter de grandes difficultés pour l'église ».
Jusqu'à la fin de la Première Guerre mondiale, le Liechtenstein est étroitement lié à l'Autriche, mais le désastre économique créé par le conflit contraint le pays à conclure une union monétaire et douanière avec la Suisse. En 1919, le Liechtentein et la Suisse signent un traité par lequel la Suisse assure la représentation des intérêts du Liechtenstein à un niveau diplomatique et consulaire dans les pays où la Suisse est représentée et non la principauté. Cet accord est suivi en 1920 d’une convention sur les services postaux.
Cette période est aussi celle d'une nouvelle constitution (1921) accordant au peuple des mécanismes de démocratie directe et évitant tout risque de prédominance étrangère : ainsi, le premier ministre liechtensteinois doit désormais être natif de la principauté.
En 1927, le Liechtenstein est touché par des inondations catastrophiques, à la suite de la rupture d'une digue du Rhin le 25 septembre 1927. Le Rhin se retira seulement le 30 décembre, et l'année suivante plus de 800 volontaires venant de 20 pays vinrent aider à la reconstruction et à la remise en état des terrains.
En juillet 1938, après l'Anschluss, le prince François Ier, âgé de 84 ans, meurt et est remplacé par son petit-neveu de 31 ans, le prince François-Joseph II. Peu avant sa mort le prince François Ier affirme qu'il abdiquerait pour raison de « vieillesse », sans aucun désir de garder le trône si l'Allemagne envahissait et occupait le pays. La princesse Elsa von Gutmann, qu'il a épousée en 1929, était une riche femme juive de Vienne, et les nazis locaux du Liechtenstein l'avaient déjà désignée comme leur « problème » antisémite. Un mouvement de sympathie nazi couve depuis des années au sein de son parti de l'Union nationale et un parti politique national-socialiste existait dans le pays — le Mouvement populaire allemand au Liechtenstein.
En 1938, le prince François-Joseph II devient le premier prince de Liechtenstein à résider de façon permanente dans la principauté. Il dirige le pays depuis le château de Vaduz jusqu'à sa mort en 1989.
Pendant la Seconde Guerre mondiale, le Liechtenstein demeure neutre, tandis que les trésors familiaux de la zone de guerre sont amenés au Liechtenstein (et à Londres) pour y être conservés. La frontière avec l'Autriche est sécurisée sur une longueur de 14 kilomètres par une clôture de 2 mètres et demi de haut.
Après 1942, seuls quelques réfugiés fuyant le national-socialisme franchissent la frontière, les gardes-frontières suisses et la police auxiliaire du Liechtenstein sécurisant la zone. Malgré la demande du gouvernement du Liechtenstein, le gouvernement suisse refuse de déployer des membres des forces armées suisses, sous couvert de leur neutralité.
 À la fin du conflit, la Tchécoslovaquie et la Pologne, agissant pour s'emparer de ce qu'elles considèrent comme des possessions allemandes, exproprient l'intégralité des terres et possessions héréditaires de la dynastie liechtensteinoise en Bohême, Moravie et Silésie — les princes de Liechtenstein ont vécu à Vienne jusqu'à l'Anschluss de 1938. Les expropriations (sous réserve d'un différend juridique moderne à la Cour internationale de justice) comprennent plus de 1 600 kilomètres carrés de terres agricoles et forestières (notamment le paysage culturel de Lednice-Valtice (en), classé par l'UNESCO), et plusieurs châteaux et palais. Les citoyens du Liechtenstein sont également interdits d'entrer en Tchécoslovaquie pendant la guerre froide.
Le Liechtenstein accorde l'asile à environ 500 soldats de la 1re armée nationale russe (une force collaborationniste russe au sein de la Wehrmacht) à la fin de la Seconde Guerre mondiale. Ceci est commémoré par un monument situé à la ville frontalière de Hinterschellenberg, marqué sur la carte touristique du pays. Le fait d'accorder l'asile n'est pas une mince affaire pour ce pays pauvre qui rencontre des difficultés à nourrir et à s'occuper d'un si grand nombre de réfugiés. Finalement, l'Argentine accepte de réinstaller définitivement les demandeurs d'asile. En revanche, les Britanniques rapatrient les Russes ayant combattu aux côtés de l'Allemagne en URSS, où ils sont considérés comme des traîtres. La plupart d'entre eux finissent exécutés.

## Période contemporaine
Après la Seconde Guerre mondiale, les taxes peu élevées du pays ont encouragé la croissance économique, et le pays devient alors une place financière de plus en plus importante. Parmi les raisons de ce succès, on peut citer l'union douanière avec la Suisse, l'adoption du franc suisse comme monnaie nationale, une politique et des conditions sociales stables.
En 1989, le prince Hans-Adam II succède à son père. En 1996, la Russie met fin à un sujet de discorde entre les deux pays en rendant les archives de la famille Liechtenstein.
Afin de faire entendre sa voix à un niveau international, malgré sa petite taille, le Liechtenstein a rejoint plusieurs organisations internationales depuis les années 1950. En 1978, le pays est devenu membre du Conseil de l'Europe, avant de rejoindre l'Organisation des Nations unies en 1990, l'Association européenne de libre-échange en 1991, l'Espace économique européen (EEE) et l'Organisation mondiale du commerce (OMC) en 1995.
En 2007, une troupe de 170 soldats suisses ont fortuitement pénétré par erreur le territoire liechtensteinois lors d'une marche nocturne et par de mauvaises conditions climatiques. Les soldats se sont rendu compte de leur erreur et ont rebroussé chemin mais l’événement a provoqué un incident diplomatique entre les deux pays.

### Galerie princière
Liste des princes de Liechtenstein

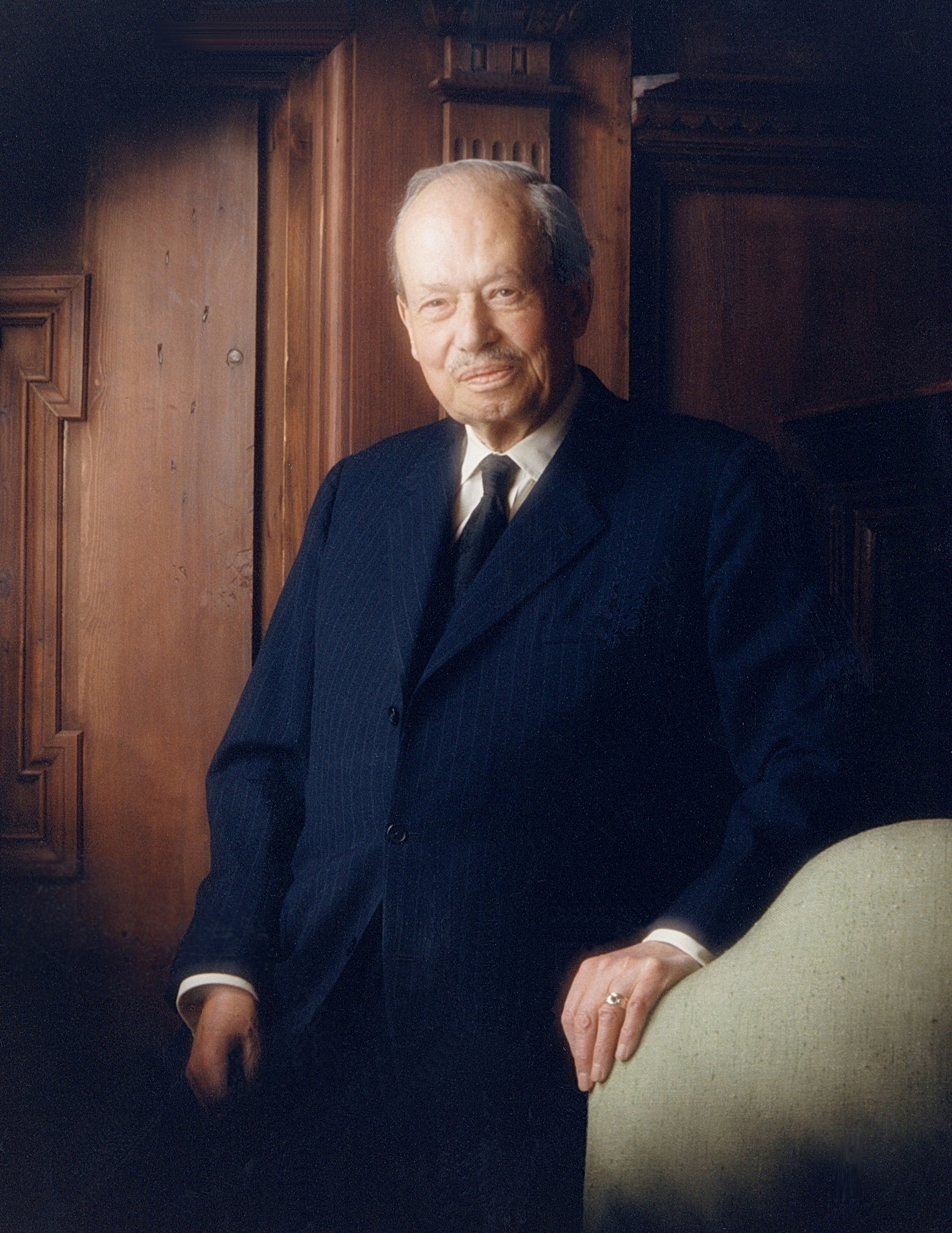
François-Joseph II 1938-1989
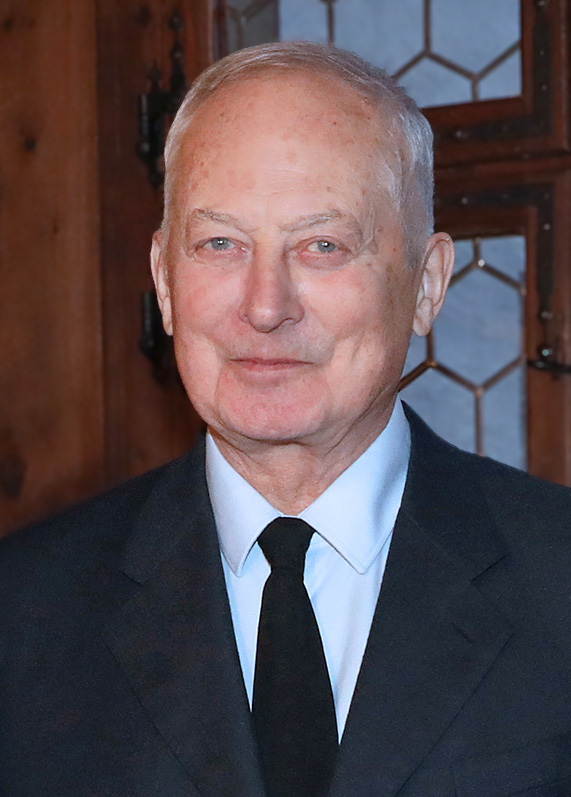
Hans-Adam II 1989-présent